# 馬利尼夫齊
48°29′50″N 26°35′45″E / 48.49722°N 26.59583°E
馬利尼夫齊（烏克蘭語：Малинівці），是烏克蘭的村落，位於該國西部赫梅利尼茨基州，由卡緬涅茨-波多利斯基區負責管轄，面積0.71平方公里，2001年人口159，人口密度每平方公里223人。